# Oligozoöspermie
Bij een zaadlozing komen doorgaans circa 20 tot 100 miljoen zaadcellen per ml ejaculaat vrij. Als dit aantal verminderd is, benoemen we dit met de volgende termen:
- Oligozoöspermie: er wordt een verminderd aantal zaadcellen aangetroffen.
- Azoöspermie: het sperma bevat helemaal geen zaadcellen.

Volgens de criteria vastgesteld door de WHO in 1999 is er sprake van afwijking wanneer er minder dan 20 miljoen zaadcellen per ml ejaculaat zijn, of wanneer er minder dan 40 miljoen zaadcellen in totaal zijn. In 2009 verscheen een WHO publicatie waarin voorgesteld wordt om deze ondergrenzen bij te stellen naar 15 miljoen/ml resp. 39 miljoen in totaal.
Een verminderd aantal zaadcellen zegt nog niet meteen dat een man verminderd vruchtbaar is, laat staan onvruchtbaar. In de richtlijn van het NVOG stelt men:
"Bij alle nauwkeurigheid die bovenstaande grenswaarden suggereren dient men zich te realiseren dat de overgang van normaal fertiel naar infertiel een graduele is (het subfertiele gebied). Met uitzondering van de uitslagen azoöspermie, globozoöspermie en persisterende volledige asthenozoöspermie (immotiele cilia-syndroom) zijn de positief en de negatief voorspellende waarde van de semenanalyse gering."
Echter, de richtlijn stelt wel:
"Is het totale aantal motiele zaadcellen (volume x concentratie x percentage beweeglijkheid) bij herhaling minder dan één miljoen, dan is de prognose erg somber, en begeeft de kans op een spontane zwangerschap zich richting nul."
De term oligozoospermia betekent letterlijk: te weinig (oligo) dieren (zoo) in het sperma.